# Haïti aux Jeux olympiques d'été de 2012
Haïti participe aux Jeux olympiques d'été de 2012 à Londres (Royaume-Uni) du 27 juillet au 12 août de la même année, pour la 15e fois lors de Jeux d'été.

## Athlétisme
Les athlètes de Haïti ont jusqu'ici atteint les minima de qualification dans les épreuves d'athlétisme suivantes (pour chaque épreuve, un pays peut engager trois athlètes à condition qu'ils aient réussi chacun les minima A de qualification, un seul athlète par nation est inscrit sur la liste de départ si seuls les minima B sont réussis),.
Hommes
Courses
| Athlète        | Épreuve     | Série    | Série | Quart de finale | Quart de finale | Demi-finale | Demi-finale | Finale   | Finale |
| Athlète        | Épreuve     | Résultat | Rang  | Résultat        | Rang            | Résultat    | Rang        | Résultat | Rang   |
| -------------- | ----------- | -------- | ----- | --------------- | --------------- | ----------- | ----------- | -------- | ------ |
| Moise Joseph   | 800 m       | 1:48.46  | 36e   | NC              | NC              | -           | -           | -        | -      |
| Jeffrey Julmis | 110 m haies | 13.87    | 38e   | NC              | NC              | -           | -           | -        | -      |

Concours
| Athlète     | Épreuve     | Qualification | Qualification | Finale   | Finale |
| Athlète     | Épreuve     | Distance      | Rang          | Distance | Rang   |
| ----------- | ----------- | ------------- | ------------- | -------- | ------ |
| Samyr Lainé | Triple saut | 16.81         | 10e           | 16.65    | 11e    |

Femmes
| Athlète      | Épreuve | Série    | Série | Quart de finale | Quart de finale | Demi-finale | Demi-finale | Finale   | Finale |
| Athlète      | Épreuve | Résultat | Rang  | Résultat        | Rang            | Résultat    | Rang        | Résultat | Rang   |
| ------------ | ------- | -------- | ----- | --------------- | --------------- | ----------- | ----------- | -------- | ------ |
| Marlena Wesh | 400 m   | 51.98    | 14e   | NC              | NC              | 52.49       | 19e         | -        | -      |

## Judo
| Athlète           | Compétition           | 1/16 de finale                | 1/8 de finale       | Quarts de finale    | Demi-finales        | Repêchage 1         | Repêchage 2         | Finale              | Finale |
| Athlète           | Compétition           | Adversaire Résultat           | Adversaire Résultat | Adversaire Résultat | Adversaire Résultat | Adversaire Résultat | Adversaire Résultat | Adversaire Résultat | Rang   |
| ----------------- | --------------------- | ----------------------------- | ------------------- | ------------------- | ------------------- | ------------------- | ------------------- | ------------------- | ------ |
| Linouse Desravine | moins de 52 kg femmes | Bundmaa Munkhbaatar 0000/1000 | -                   | -                   | -                   | -                   | -                   | -                   | -      |